# Cuphead
Cuphead — компьютерная игра в жанре run and gun и платформера, разработанная и изданная канадской командой разработчиков StudioMDHR Entertainment. Анонс игры состоялся в 2013 году, а выход для PC и Xbox One состоялся 29 сентября 2017 года.
Управляя персонажем по имени Чашек, игрок сражается с серией боссов, чтобы вернуть долг дьяволу. Игра была сильно вдохновлена работами аниматоров 1930-х годов, таких как Fleischer Studios Макса Флейшера, и стремилась сохранить их сюрреалистические качества. Cuphead была выпущена на платформе Nintendo Switch 18 апреля 2019 года, а на PlayStation 4 игра была выпущена 28 июля 2020 года.
18 февраля 2022 года состоялась премьера анимационного сериала «Шоу Чашека!» на платформе Netflix.
30 июня 2022 года вышла DLC под названием The Delicious Last Course.

## Сюжет
Главные персонажи — англ. Cuphead и англ. Mugman (в локализации — Чашек и Кружек) вопреки предостережениям Старого Чайника пошли играть в казино, где проиграли свои души Дьяволу. Чтобы не отправиться на вечные муки, персонажи должны сразиться с другими жителями Чернильных островов, чтобы забрать их души, после чего им нужно сделать выбор: либо отдать души Дьяволу и самим стать его слугами, либо сразиться с ним и вернуть души их владельцам.

## Игровой процесс
Cuphead — двухмерный шутер, предлагающий три вида сражений: битвы с боссами на фиксированной арене, которые в свою очередь делятся на обычные и воздушные; «Run and gun» — платформеры; и «мавзолеи» — beat ’em up-арены, требующие защищать расположенную в центре урну от призраков. Обязательными для прохождения игры являются битвы с боссами, прочие виды уровней можно пропустить, но их прохождение позволяет приобретать новое оружие и способности. Игра имеет вид разветвляющейся последовательности уровней. У Чашека бесконечное число попыток, и он не теряет оружие после смерти. У главного героя игры есть способность парирования объектов розового цвета. Нанесение определённого количества урона большинству противников, а также успешные парирования дают герою карты, позволяющие проводить спецатаки, либо (после полного получения пяти карт) — применить сверхспособность. Уровни доступны через внешний мир в стиле action RPG, который имеет собственные секретные пути и побочные мини-квесты. В игре есть кооперативный режим, в котором в сражениях с боссами может участвовать ещё один игрок, управляя вторым персонажем.

## Разработка
Cuphead — компьютерная игра, разработанная канадской независимой студией Studio MDHR, основанной братьями Чадом и Джаредом Молденхауэрами. Сценарий игры написал Эван Сколник.  Разработка началась в 2010 году на платформе Microsoft XNA, но в 2014 году проект был перенесён на игровой движок Unity. Работа над игрой велась из домов братьев, расположенных в Оквилле (провинция Онтарио) и Реджайне (провинция Саскачеван). Визуальный стиль игры вдохновлён мультфильмами раннего «золотого века» американской анимации, в том числе работами студий Disney и Fleischer Studios, а также творчеством мультипликаторов Аба Айверкса, Грима Натвика и Уилларда Боуски. По словам Чада Молденхауэра, произведения Fleischer Studios послужили «магнитным севером его художественного стиля».
Первую попытку создать игру в стиле Cuphead они предприняли ещё в 2000 году, однако из-за отсутствия необходимых инструментов проект не был реализован. После выхода инди-игры Super Meat Boy в 2010 году и её последующего успеха братья решили возобновить разработку. Прообразом Чашека послужил герой японского пропагандистского анимационного фильма 1936 года, у которого вместо головы была чайная чашка. Прежде чем выбрать его главным персонажем, братья создали около 150 различных моделей, например, каппу в цилиндре и персонажей с тарелкой или вилкой вместо головы.
По словам братьев Молденхауэров, в детстве они просмотрели множество мультфильмов, преимущественно из VHS-сборников, собранных их родителями. Техника создания анимаций в игре аналогична методам производства этих мультфильмов. Чад Молденхауэр, ранее работавший с графическим дизайном, создавал анимацию вручную и выполнял фоны акварельными красками с последующей цветовой обработкой в Photoshop. Игровой процесс отображается с частотой 60 кадров в секунду, в то время как анимация создана в стандарте 24 кадра в секунду, характерном для американского кинематографа. По мнению Чада, намеренно сохранённые человеческие несовершенства в художественном оформлении противопоставляются перфекционизму современного пиксель-арта. Джаред Молденхауэр занимался другими аспектами разработки, при этом братья совместно обсуждали дизайн игрового процесса. В создании анимации принимал участие Джейк Кларк, а программированием занимался Тони Кокулуцци. Разработчики стремились использовать методы звукозаписи, аутентичные для изображаемой эпохи. Музыкальное сопровождение, включающее пятьдесят одну композицию, написал Кристофер Мэддиган, а исполнили джазовые музыканты и биг-бенд оркестры.
По утверждению Молденхауэров, Cuphead представляет собой сложную игру в ретро-стилистике, делающую акцент на игровом процессе, а не на сюжете. В издании Kill Screen разработчиков описывали как одержимых фундаментальными принципами жанра run-and-gun: анимациями, уязвимостями и хитбоксами. Они неоднократно дорабатывали многие элементы игрового процесса, например, ощущение от игровых действий на краях платформ и продолжительность периода уязвимости игрока после получения урона. Разработчики планировали несколько уровней сложности и отказались от типичного сюжета о спасении «девы в беде» в пользу истории, где Капхед сам создаёт себе проблемы. Studio MDHR намеревалась превзойти рекорд Книги рекордов Гиннесса по количеству боссов в играх жанра run-and-gun, включив более 30 боссов, в сравнении с рекордными 25 в игре Alien Soldier. В ходе разработки возникла проблема с ограниченным штатом сотрудников, что оказывало влияние на техническую составляющую и визуальный дизайн игры. Братьям Молденхауэрам пришлось пойти на перезаклад собственного дома в ипотеку для получения дополнительного источника финансирования.

## Выпуск
Хотя игра была продемонстрирована на пресс-мероприятии Xbox во время выставки Electronic Entertainment Expo 2014 и получила положительный отклик аудитории, в то время она не была доступна для посетителей и, по оценкам разработчиков, была готова примерно на 40 процентов. Разработчики планировали выпускать дополнения, в каждом из которых содержалось бы от 10 до 15 боссов. Выпуск Cuphead состоялся 29 сентября 2017 года на платформах Windows и Xbox One с поддержкой системы Xbox Play Anywhere. Лицензионные права на производство мерчандайза и различной сопутствующей продукции были переданы компании King Features Syndicate.
Изначально Cuphead была эксклюзивом для Xbox, но в апреле 2019 года игра была выпущена для Nintendo Switch, а летом 2020 года — для PlayStation 4. Игра была разработана на движке Unity. 26 сентября игра вышла на Tesla Arcade, где в неё можно сыграть с помощью USB-контроллера.

## Оценки и мнения
| Сводный рейтинг       | Сводный рейтинг                                    |
| Агрегатор             | Оценка                                             |
| --------------------- | -------------------------------------------------- |
| GameRankings          | - (PC) 87,90 % - (XONE) 86,71 % - (Switch) 89,29 % |
| Metacritic            | (PC) 88/100 (XONE) 86/100 (Switch) 87/100          |
| «Критиканство»        | 92/100                                             |
| Иноязычные издания    |                                                    |
| Издание               | Оценка                                             |
| Destructoid           | 9,5/10                                             |
| GameSpot              | 8/10                                               |
| GamesRadar+           | [ 36 ]                                             |
| Polygon               | 8,5/10                                             |
| Русскоязычные издания |                                                    |
| Издание               | Оценка                                             |
| «Игромания»           | 9/10                                               |
| «Игры Mail.ru»        | 8,5/10                                             |
| «Канобу»              | 9/10                                               |
| «НИМ»                 | 8,5/10                                             |

Бен Кучера из издания Polygon назвал Cuphead одним из пяти самых интересных проектов, показанных на пресс-конференции Microsoft в рамках выставки E3 2014, хотя на тот момент он знал об игре лишь про её визуальный стиль. Он отметил, что игра сразу же привлекла внимание, и все журналисты в пресс-центре эмоционально отреагировали на представленный трейлер. В 2015 году Cuphead получила награду от IGN как лучшая игра для Xbox One на выставке E3, а также завоевала титул «Лучшей инди-игры» на церемонии награждения Gamescom 2015 Awards. Игра была представлена в номинации «Лучшая инди-игра» на E3 2016 Game Critics Awards.
Cuphead получила «в целом положительные» отзывы, согласно агрегатору рецензий Metacritic. Многие издания отметили высокий уровень сложности игры. Бретт Македонски из Destructoid положительно оценил высокую сложность, которую он охарактеризовал как «трудную, но справедливую». По его словам, игра основана на распознавании шаблонов и в конечном итоге больше зависит от мышечной памяти, чем от реакции. Он считал, что структурирование игры вокруг сражений с боссами было хорошо реализовано и что каждая встреча с боссом обладала особенными и запоминающимися чертами. Высоко оценив целостность эстетики 1930-х годов, он также похвалил джазовый саундтрек. При этом он назвал механику стрельбы в восьми направлениях «неуклюжей и неудобной». Несмотря на 188 смертей во время прохождения, Рэй Карсилло из EGMNow не был разочарован сложностью игры, а скорее был мотивирован «погрузиться ещё глубже». Он восхищался рисованной графикой, которую превосходил только игровой процесс, выходящий «за пределы простого распознавания шаблонов». Питер Браун из GameSpot посчитал, что борьба с противниками оставляет весьма приятные впечатления. Он описал мультипликационную эстетику как очаровательную, привносящую «цвет и выразительность», и являющуюся подлинным воссозданием рисованной целлулоидной анимации. Он оценил быстрое время загрузки уровня после смерти, способствующее тактике проб и ошибок. Хотя он считал «страх перед неизвестным» частью притягательности Cuphead, он раскритиковал игру за то, что она не позволяет отслеживать прогресс и возможности игрока.
Лукас Салливан из GamesRadar+ отметил, что Cuphead «занимает достойное место среди лучших 2D-шутеров всех времён», и что игровой процесс требует терпеливого распознавания паттернов, но не вызывает фрустрации и вознаграждает игроков «в десятикратном размере». Салливан назвал анимацию восхитительной, с множеством деталей в акварельных фонах, что удачно сочеталось с геймплеем. Бен Пак из Giant Bomb заметил, что игра подарила ему один из самых приятных впечатлений, отметив сочетание «жёсткого» платформинга и «исключительно хорошо реализованного» художественного стиля. Джо Скребелс из IGN назвал каждую сцену шедевром и похвалил звуковое оформление, охарактеризовав его как «идеальное соответствие» визуальной эстетике. Он назвал сражения наиболее изобретательной частью, а отсутствие индикаторов здоровья врагов — «самой умной» и «самой коварной» особенностью. Он счёл бои удовлетворяющими и назвал их одной из сильнейших сторон Cuphead. При этом он отметил, что «бег и стрельба, платформинг слева направо» лишены изобретательности, и раскритиковал систему парирования и схему управления. Крис Шиллинг из PC Gamer положительно оценил «надёжные прыжки и рывки» с «подвижным и отзывчивым» управлением. Шиллинг объяснил, что определённые элементы случайности означали, что «нельзя просто заучить шаблоны наизусть и полностью полагаться на мышечную память». Крис Плант из Polygon писал, что игра обучает игрока стратегии методом проб и ошибок. Он предпочёл и «относительно снисходительную» систему парирования различным видам атак. Он посетовал на то, что финальные боссы умаляют наиболее выдающиеся особенности игры, и что сложность в конечном итоге становится чрезмерной. Колм Ахерн из VideoGamer.com написал: «Cuphead превзойдёт большинство игр в плане визуального и звукового оформления, а победа над боссом, которого вы когда-то считали непобедимым, приносит ощущение триумфа». Он раскритиковал финальных боссов, заявив, что их уровень сложности был слишком высоким.
Cuphead получила премию BAFTA в области видеоигр 2018 года в номинации «Музыка». В 2018 году Cuphead заняла первое место в номинации «Платформер года 2017» по мнению сайта Игромания.ру, а также поделила первое место в номинации «Инди года 2017» с Hellblade: Senua’s Sacrifice. Также российское издание поместило игру на 2-е место в списке лучших платформеров десятилетия и включило её в список «18 самых влиятельных инди-игр десятилетия».
Летом 2018 года, благодаря уязвимости в защите Steam Web API, стало известно, что точное количество пользователей сервиса Steam, которые играли в игру хотя бы один раз, составляет 1 735 419 человек.